# Vollenhovia pwidikidika
Vollenhovia pwidikidika es una especie de hormiga del género Vollenhovia, tribu Crematogastrini, familia Formicidae. Fue descrita científicamente por Clouse en 2007.
Se distribuye por Micronesia. Es de color marrón-naranja, posee una cabeza rectangular, antenas de once segmentos y lóbulos frontales pequeños.